# NGC 3782
NGC 3782 (również PGC 36136 lub UGC 6618) – galaktyka spiralna z poprzeczką (SBcd), znajdująca się w gwiazdozbiorze Wielkiej Niedźwiedzicy. Odkrył ją William Herschel 5 lutego 1788 roku.